# 江洪杰

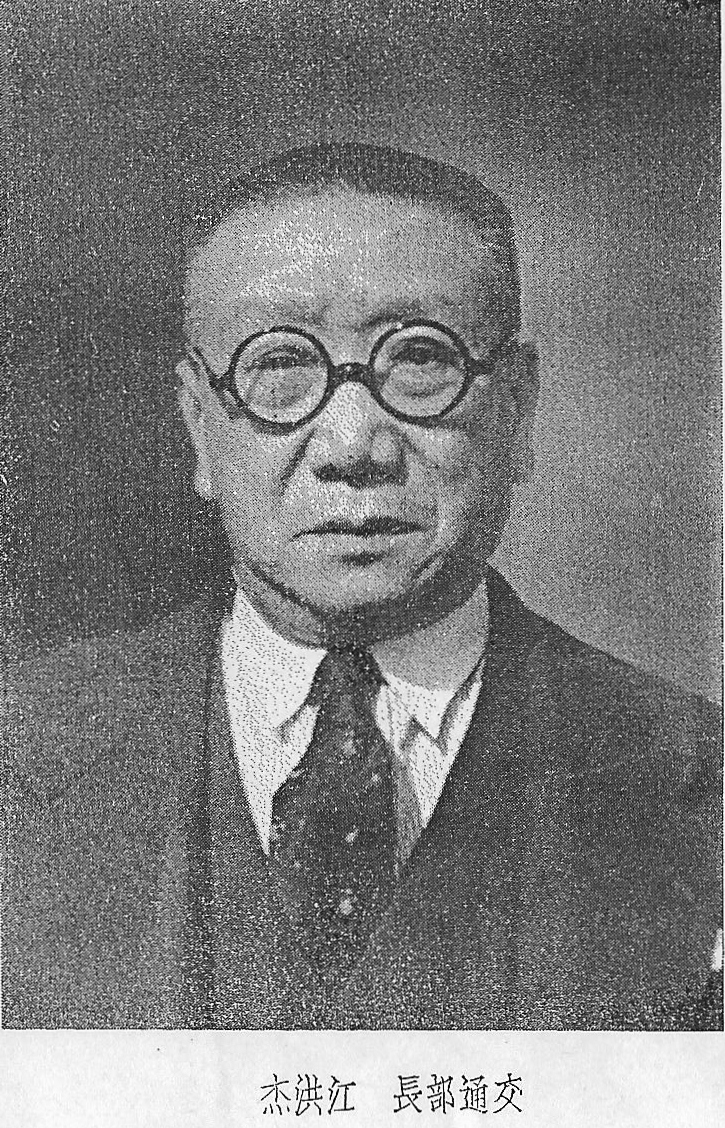
1940年《中華民国維新政府概史》中的江洪杰照片

（1876年—20世纪？）字子因，安徽省寧国府旌德县人，中華民国外交官、政治家、实业家，中華民国維新政府要人。

## 生平

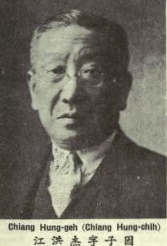
《中国名人录（第五版）》中的江洪杰照片

江洪杰早年赴日本留学，在明治大学获得法学士学位。1897年（光緒23年），任山東省的法律学校教官。1899年，改任山东省的知县。
1907年（光緒33年），江洪杰任驻日本横浜副領事，到横浜赴任。1912年（民国元年），任外交总長秘書。1915年（民国4年），改任駐日本公使館一等書記官。1930年（民国19年）4月時，正在担任公使館参事官，1921年、1922年、1925年、1930年、1931年臨時代理公使。1931年（民国20年），升任駐日本公使，後来代理駐日本大使。
1938年（民国27年）3月，梁鴻志创建中華民国維新政府，江洪杰参加。同年7月，梁鴻志不再兼任交通部長，江洪杰继任交通部長。此後，1940年（民国29年）3月，维新政府与汪兆銘（汪精衛）的南京国民政府合流，江洪杰卸任。
汪兆銘的南京国民政府成立後，江洪杰担任日中合办的中華輸船株式会社社長。
此後，江洪杰的生平不详。